# Obcina Feredeului (sit SPA)
Obcina Feredeului este o zonă protejată (arie de protecție specială avifaunistică - SPA) situată în Bucovina, pe teritoriul administrativ al județului Suceava.

## Localizare
Situl se află în nord-vestul județului Suceava, ocupând teritoriile administrative al comunelor Breaza, Brodina, Frumosu, Fundu Moldovei, Izvoarele Sucevei, Moldova-Sulița, Moldovița, Pojorâta, Sadova, Ulma, Vama și Vatra Moldoviței și cel al orașului Câmpulung Moldovenesc și este străbătută de drumul național DN17A.

## Descriere
Zona a fost declarată Arie de Protecție Specială Avifaunistică prin Hotărârea  de Guvern nr. 1284 din 24 octombrie 2007 (privind declararea ariilor de protecție specială avifaunistică ca parte integrantă a rețelei ecologice europene Natura 2000 în România) și se întinde pe o suprafață de 63.757,5 hectare.

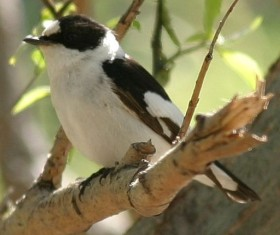
Muscar-gulerat (Ficedula albicollis)

Aria protejată (încadrată în bioregiune geografică alpină) reprezintă o zonă naturală montană (pajiști naturale, pășuni,  terenuri arabile cultivate, păduri de conifere, păduri de foioase, păduri în amestec, păduri în tranziție) ce asigură condiții de hrană, cuibărit și viețuire pentru mai multe specii de păsări de pasaj sau sedentare (unele protejate prin lege).
În arealul sitului este semnalată prezența mai multor păsări enumerate în anexa I-a a Directivei Consiliului European 2009/147/CE din 30 noiembrie 2009, privind conservarea păsărilor sălbatice. 
Specii de păsări protejate: ieruncă (Tetrastes bonasia), minunița (Aegolius funereus), cristeiul de câmp (Crex crex), ciocănitoare cu spate alb (Dendrocopos leucotos), ciocănitoare neagră (Dryocopus martius), ciocănitoare de munte (Picoides tridactylus), muscar (Ficedula parva), muscar-gulerat (Ficedula albicollis), ciuvică (Glaucidium passerinum), viespar (Pernis apivorus) sau huhurez mare (Strix uralensis).

## Căi de acces
- Drumul național DN17 pe ruta: Gura Humorului - Frasin - Molid - Vama  - Câmpulung Moldovenesc.

## Monumente și atracții turistice
În vecinătatea sitului se află numeroase obiective de interes istoric, cultural și turistic (așezăminte monahale, biserici de lemn, monumente istorice, arii naturale protejate); astfel:

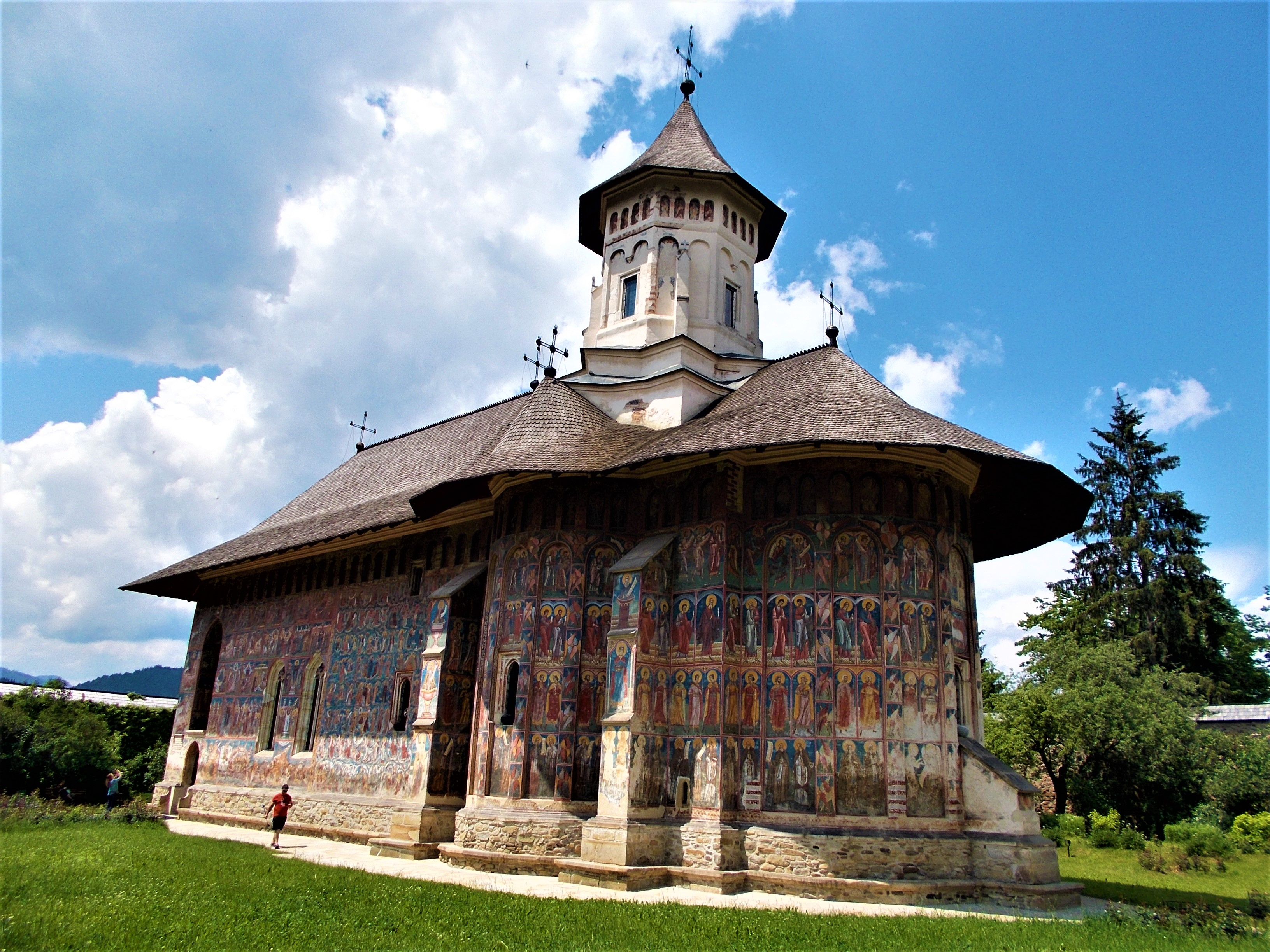
Mănăstirea Moldovița

- Ansamblul bisericii „Sfântul Nicolae” din Colacu (biserică de lemn, casă parohială și turn clopotniță), construcție 1800, monument istoric.
- Ansamblul bisericii „Înălțarea Domnului” din Vama (biserică de lemn și turn clopotniță),  construcție secolul al XVIII-lea, monument istoric.
- Biserica de lemn Sfântul Nicolae din Vama, construcție secolul al XVIII-lea, monument istoric.
- Ansamblul Mănăstirii Moldovița (Biserica  „Buna Vestire”, paraclisul de iarnă, plisiarnița și chiliile) din Vatra Moldoviței (construcție sec. XVI-XVII), monument istoric.
- Ruinele bisericii „Buna Vestire” din satul Vatra Moldoviței, construcție secolul al XV-lea, monument istoric.
- Coloana de piatră Stâlpul lui Vodă (monument istoric) din satul Vama ridicată în anul 1717 din porunca domnitorului moldovean Mihai Racoviță (1703-1705, 1707-1709 și 1716-1726) în urma campaniei sale victorioase din Transilvania asupra armatei austriece.
- Piua de sumane a lui Ilișoi din satul Vama, construcție 1902, monument istoric.
- Fosta prefectură a județului Câmpulung, azi Muzeul „Arta Lemnului” din Câmpulung Moldovenesc, construcție secolul al XIX-lea, monument istoric.
- Rezervațiile naturale: Codrul secular Giumalău, Codrul secular Loben, Cheile Lucavei, Fânațele montane Todirescu, Klippa de calcare triasice Pârâul Cailor, Moara Dracului, Pădurea Roșoșa, Pădurea Voivodeasa, Piatra Buhei, Pietrele Doamnei, Stratele cu Aptychus de la Pojorâta și Tinovul Găina - Lucina.